# Prime Television
Prime Television est un réseau de télévision australien propriété de Prime Television Limited. Prime Television a été lancée le 17 mars 1962, à Orange et à Dubbo, en Nouvelle-Galles du Sud, et a depuis élargi son territoire de diffusion pour couvrir une partie de la Nouvelle-Galles du Sud, Victoria et le Territoire de la capitale australienne en tant que filiale de Seven Network.
L'administration et les studios de Prime sont situés à Canberra, à côté de la maison-mère, Prime Television Limited et émetteurs de Golden West Network.

## Histoire

### Origines
À ses débuts, Prime Television a commencé comme plusieurs chaines et réseaux indépendants: Midstate Television à Orange, Dubbo et Griffith, RVN/AMV à Albury et Wagga Wagga, et NEN/ECN à Tamworth et Taree [2]. 
CBN-8 Orange a commencé à émettre le 17 mars 1962, suivie par RCE-6 Dubbo le 1er décembre 1965. Les deux chaines étaient filiales de Country Broadcasting Services (également propriétaire de la station de radio 2GZ à Orange). RCE-6 était un simple relais de CBN-8 - ce qui signifiait que les deux stations formaient le premier réseau régional, CBN/RCE. 
À la même époque, RVN-2 Wagga Wagga a commencé  à émettre le 19 juin 1964, et MTN-9 Griffith a commencé le 15 décembre 1965. Les deux stations ont fusionné en 1971 devenant  Riverina and North East Victoria Television Service Pty Ltd, RVN/AMV en abrégé. 
Dans le nord de la Nouvelle-Galles du Sud, NEN-9 Tamworth a commencé ses émissions le 27 septembre 1965, avec mise en service d'un relais à Armidale (NEN-1, devenu par la suite  NEN-10) le 15 juillet 1966. ECN-8 Taree a commencé le 27 mai 1966. À un moment, ECN-8 était lié à NRN-11 Coffs Harbour (maintenant propriété de Southern Cross Broadcasting en tant que Southern Cross Ten), mais les deux stations se sont séparées. Plus tard NEN a fusionné avec ECN comme NEN-9/ECN-8. 